# Prodidomus purpurascens
Prodidomus purpurascens är en spindelart som beskrevs av William Frederick Purcell 1904. Prodidomus purpurascens ingår i släktet Prodidomus och familjen Prodidomidae. Inga underarter finns listade i Catalogue of Life.